# Trichiotinus viridans
Trichiotinus viridans är en skalbaggsart som beskrevs av Kirby 1837. Trichiotinus viridans ingår i släktet Trichiotinus och familjen Cetoniidae. Inga underarter finns listade i Catalogue of Life.